# ДНВП «Картографія»
ДНВП «Картографія» — провідне картографічне науково-виробниче підприємство державної форми власності в Україні. Займається розробкою та виданням тематичних карт і атласів, створенням цифрових карт, географічних інформаційних систем, стандартизацією і унормуванням географічних назв (згідно з законом України «Про географічні назви»).

## Історія
Підприємство було створено за наказом Ради народних комісарів СРСР № 4788 від 3 березня 1944 р. як Київська державна картографічна фабрика Головного управління геодезії та картографії (ГУГК) СРСР (з 1962 р. — фабрика № 1 ГУГК СРСР). Основним видом діяльності фабрики було друкування накладів картографічної продукції.
26 грудня 1975 р. Фабрику № 1 було реорганізовано у Науково-редакційне картоскладальне підприємство (НРКП) ГУГК СРСР і відтоді вона спеціалізується виключно на виготовленні картографічних творів. Зі створенням 1 листопада 1991 р. Головного управління геодезії, картографії та кадастру при Кабінеті Міністрів України Київське науково-редакційне картоскладальне підприємство (КНРКП) стає структурним підрозділом Державної картографо-геодезичної служби України. 1 квітня 1993 р. КНРКП було реорганізовано у Науково-дослідне та експериментально-виробниче підприємство картографії (НВП «Картографія»).
Від 1 січня 2001 року отримало сучасну назву, Державне науково-виробниче підприємство «Картографія».

## Мета і цілі
Метою діяльності ДНВП «Картографія» є:
- забезпечення економіки, науки, освіти, культури, широкого загалу населення України картографічними матеріалами в паперовому та цифровому вигляді;
- проведення науково-дослідницьких та дослідно-методичних робіт для розвитку картографічної науки, державних прогнозів щодо розвитку картографії, створення банків та баз даних;
- поліпшення якості та конкурентоспроможності картографічної продукції тощо.

Основні види діяльності:
- розроблення та видання тематичних картографічних творів;
- створення цифрових і електронних карт, географічних інформаційних систем;
- проведення науково-дослідницької діяльності у сферах тематичного картографування;
- встановлення й унормування географічних назв;
- реалізація картографічної продукції.

Тематичне картографування, що здійснює ДНВП «Картографія», зорієнтоване переважно на розробку і видання фундаментальних науково-довідкових картографічних творів, політико-адміністративних, загальногеографічних, туристичних та довідкових атласів і карт України, інших країн та світу загалом, а також атласів та планів міст України, атласів і картавтошляхів України та Європи, стінних навчальних карт та атласів з географії та історії, контурних та рельєфних карт.
ДНВП «Картографія» розробляє загальнодержавні програми розвитку картографічної діяльності, нормативно-правові та нормативно-технічні документи у сфері картографії, керівні матеріали з унормування географічних назв, створює Державний реєстр географічних назв України.
Сьогодні найважливішим напрямом діяльності підприємства стає створення електронних великомасштабних карт та планів міст, ГІС і баз даних.
До здобутків підприємства за час його діяльності належать: комплексний «Атлас Украинской ССР и Молдавской ССР» (1962), загальногеографічний «Атлас Украинской ССР и Молдавской ССР» (1983), «Атлас снежно-ледовых ресурсов мира» (1997), тритомний «Атлас української мови» (1984—2001), атлас «Україна. Промисловість та інвестиційна діяльність» (2003), серія карт автошляхів України масштабу 1:250 000 (2002—2012), серія політико-адміністративних карт України масштабу 1:250 000 (2002), атласи автомобільних шляхів України масштабу 1:500 000, 1:250 000 (2003—2012), Атлас світу (2004), альбоми «Україна на стародавніх картах» (2004, 2009), «Загальногеографічний атлас України» та «Комплексний атлас України» (2005), «Атлас світу» (2005), «Політико-адміністративний атлас України» (2006), «Національний атлас України» (2007), «Атлас вчителя» (2010), «Львів. Комплексний атлас» (2012), «Атлас історії України»(2012).
Здобутки працівників підприємства відзначалися державними та іншими нагородами: Орден за заслуги ІІІ ступеня, Орден княгині Ольги ІІІ ступеня, Орден «Знак почета», а також Почесне звання «Заслужений економіст України», Державна премія України в галузі науки і техніки, галузева відзнака «Отличник геодезии и картографи», галузевий знак «Почесний геодезист України», почесні грамоти Кабінету Міністрів України, Державної служби геодезії, картографії та кадастру, Київського міського голови, золоті медалі виставки народного господарства СРСР, грамоти ЦК профспілки галузі тощо.
За значний внесок у розвиток картографічного виробництва та з нагоди 60-річчя утворення ДНВП «Картографія» 7 квітня 2004 р. нагороджено Почесною грамотою Кабінету Міністрів України.
Якість продукції видавництва підтверджено численними нагородами, отриманими на різноманітних міжнародних та українських виставках і ярмарках.